# Boston Marathon 2001
De Boston Marathon 2001 werd gelopen op maandag 16 april 2001. Het was de 106e editie van deze marathon.
Bij de mannen kwam de Zuid-Koreaan Bong-Ju Lee als eerste over de streep in 2:09.43. De Keniaanse Catherine Ndereba won bij de vrouwen in 2:23.53.
In totaal finishten er 13.395 lopers, waarvan 8586 mannen en 4809 vrouwen.

## Uitslagen

### mannen
| rang   | naam             | land | tijd    |
| ------ | ---------------- | ---- | ------- |
| Goud   | Bong-Ju Lee      | KOR  | 2:09.43 |
| Zilver | Silvio Guerra    | ECU  | 2:10.07 |
| Brons  | Joshua Chelanga  | KEN  | 2:10.29 |
| 4      | David Busenei    | KEN  | 2:11.47 |
| 5      | Mbarak Hussein   | KEN  | 2:12.01 |
| 6      | Rodney DeHaven   | USA  | 2:12.41 |
| 7      | Laban Nkete      | RSA  | 2:12.44 |
| 8      | Fedor Ryzhov     | RUS  | 2:13.54 |
| 9      | Makhosonke Fika  | RSA  | 2:14.13 |
| 10     | Timothy Cherigat | KEN  | 2:14.21 |
| 11     | Joshua Kipkemboi | KEN  | 2:14.47 |
| 12     | Moses Tanui      | KEN  | 2:15.00 |
| 13     | João N'Tyamba    | ANG  | 2:16.00 |
| 14     | Josh Cox         | USA  | 2:16.17 |
| 15     | Shem Kororia     | KEN  | 2:17.02 |

### Vrouwen
| rang   | naam                | land | tijd    |
| ------ | ------------------- | ---- | ------- |
| Goud   | Catherine Ndereba   | KEN  | 2:23.53 |
| Zilver | Malgorzata Sobanska | POL  | 2:26.42 |
| Brons  | Ljoebov Morgoenova  | RUS  | 2:27.18 |
| 4      | Lornah Kiplagat     | KEN  | 2:27.56 |
| 5      | Fatuma Roba         | ETH  | 2:28.08 |
| 6      | Irina Timofejeva    | RUS  | 2:28.50 |
| 7      | Ljoedmila Petrova   | RUS  | 2:29.23 |
| 8      | Ya-nan Wei          | CHN  | 2:29.52 |
| 9      | Bruna Genovese      | ITA  | 2:30.39 |
| 10     | Kaori Tanabe        | JPN  | 2:31.31 |
| 11     | Albina Gallyamova   | RUS  | 2:32.45 |
| 12     | Zhang Shujing       | CHN  | 2:33.43 |
| 13     | Gitte Karlshøj      | DEN  | 2:36.36 |
| 14     | Jill Boaz           | USA  | 2:36.45 |
| 15     | Susannah Beck       | USA  | 2:37.12 |

1897 ·
1898 ·
1899 ·
1900 ·
1901 ·
1902 ·
1903 ·
1904 ·
1905 ·
1906 ·
1907 ·
1908 ·
1909 ·
1910 ·
1911 ·
1912 ·
1913 ·
1914 ·
1915 ·
1916 ·
1917 ·
1918 ·
1919 ·
1920 ·
1921 ·
1922 ·
1923 ·
1924 ·
1925 ·
1926 ·
1927 ·
1928 ·
1929 ·
1930 ·
1931 ·
1932 ·
1933 ·
1934 ·
1935 ·
1936 ·
1937 ·
1938 ·
1939 ·
1940 ·
1941 ·
1942 ·
1943 ·
1944 ·
1945 ·
1946 ·
1947 ·
1948 ·
1949 ·
1950 ·
1951 ·
1952 ·
1953 ·
1954 ·
1955 ·
1956 ·
1957 ·
1958 ·
1959 ·
1960 ·
1961 ·
1962 ·
1963 ·
1964 ·
1965 ·
1966 ·
1967 ·
1968 ·
1969 ·
1970 ·
1971 ·
1972 ·
1973 ·
1974 ·
1975 ·
1976 ·
1977 ·
1978 ·
1979 ·
1980 ·
1981 ·
1982 ·
1983 ·
1984 ·
1985 ·
1986 ·
1987 ·
1988 ·
1989 ·
1990 ·
1991 ·
1992 ·
1993 ·
1994 ·
1995 ·
1996 ·
1997 ·
1998 ·
1999 ·
2000 ·
2001 ·
2002 ·
2003 ·
2004 ·
2005 ·
2006 ·
2007 ·
2008 ·
2009 ·
2010 ·
2011 ·
2012 ·
2013 ·
2014 ·
2015 ·
2016 ·
2017 ·
2018 ·
2019 ·
2020 ·
2021 ·
2022